# Vaccinium oxycoccos
El arándano palustre (Vaccinium oxycoccos) es una especie de planta fanerógama perteneciente a la familia Ericaceae.

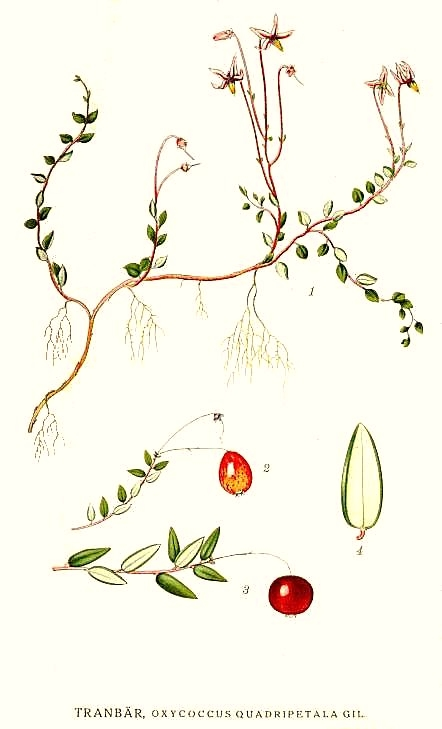
Ilustración

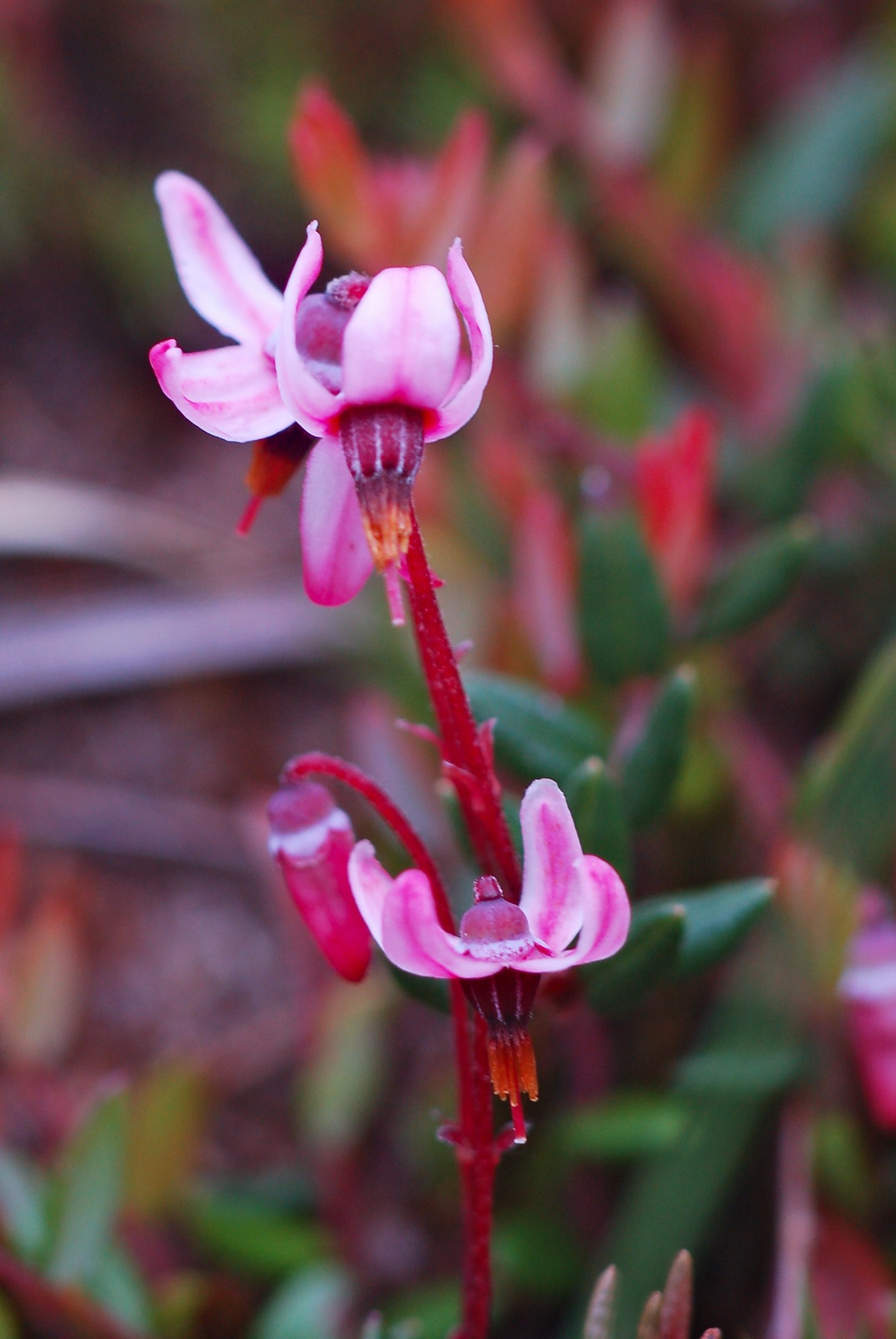
Flores

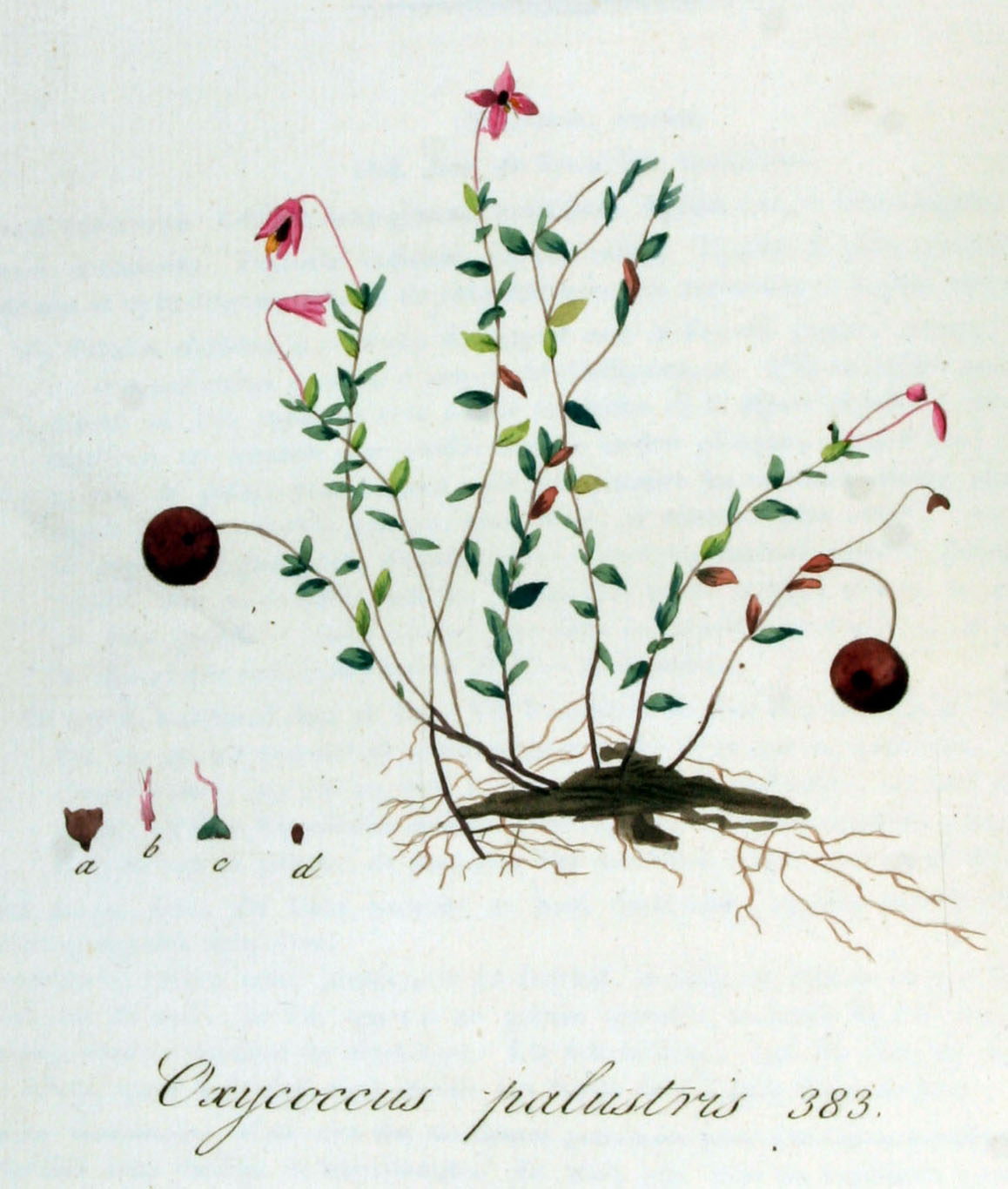
Ilustración de Flora Batava

## Características
Planta herbácea monoica acostada con tallos rastreros, pequeñas hoja, poco numerosas, ovales de color verde oscuro por arriba y blanquecinas por debajo. Las flores son de color rosa en un largo pedúnculo. El fruto es una baya comestible, redonda y rojiza en su madurez. Florece en junio-julio.

## Hábitat
Planta originaria de toda Europa y Asia septentrional donde crece en turberas y de América del Norte.
Es una especie de distribución extensa y común. Se trata de un indicador de humedad de los suelos húmedos que son bajos en nitrógeno y tienen un alto nivel freático. Es un indicador de pantanos de coníferas. Crece en pantanos y turberas bajas en el hábitat de bosque húmedo. Crece en la turba que puede estar saturada la mayor parte del tiempo. El suelo en los pantanos es ácido y pobre en nutrientes. Las micorrizas de la planta favorecen su acceso a los nutrientes en esta situación. Los helechos tienen suelo algo menos ácido, lo que también es más alto en nutrientes. La planta puede encontrarse a menudo creciendo en montículos de musgos Sphagnum. Otras especies que se encuentran en este bosque sotobosque hábitat incluyen a Chamaedaphne calyculata, romero pantano Andromeda glaucophylla, laurel pantano Kalmia polifolia, la planta de jarra Sarracenia purpurea, el té de Labrador Ledum groenlandicum, mora de los pantanos Rubus chamaemorus, rhodora Rhododendron canadense, espino amarillo brillante Rhamnus frangula, Drosera ( Drosera spp.), Eriophorum virginatum y Eriophorum angustifolium, y especies de juncos y líquenes. La planta coloniza fácilmente hábitat de turbera que se ha quemado recientemente. Sobrevive al fuego con sus rizomas subterráneos.

## Propiedades
- Las hojas tienen arbutina.
- En la bayas se encuentra un glucósido, pictina y vitamina C.
- No se le reconocen propiedades medicinales.

## Taxonomía
Vaccinium oxycoccos fue descrita por Carlos Linneo y publicado en Species Plantarum 1: 351–352. 1753.
Etimología
Ver:  Vaccinium
oxycoccos: epíteto latíno 
Sinonimia
- Oxycoccus vulgaris Gren. & Godr.   [1850]
- Oxycoca vulgaris Raf. [1830]
- Vaccinium palustre Salisb. [1796]
- Oxycoccus vulgaris Bong. [1832]
- Oxycoccus palustris Pers. [1805]
- Oxycoccus quadripetalus Gilib. [1782]
- Schollera paludosa Baumg. [1816]
- Schollera oxycoccos (L.) Roth [1788]
- Oxycoccus quadripetalus Schinz & Thell. [1907]
- Oxycoccus oxycoccos (L.) MacMill.[4][5]

## Denominación popular
- Castellano: arándano agrio, arándano palustre, airela